# Belarus 2
Belarus 2 es el segundo canal de televisión público de Bielorrusia, perteneciente a Belteleradio. Se trata de un canal enfocado al entretenimiento.

## Historia
LAD fue lanzado como el segundo canal de televisión de Belteleradio, en oposición a ONT, aunque establecido como una segunda red de televisión de facto, al momento de su creación, fue considerado separado de BTRC.
A finales de 2002, BTRC comenzó a planificar la creación de una segunda cadena de televisión bajo el nombre provisional de Spadchyna (Patrimonio). La iniciativa detrás del nombre del canal no le correspondió a Belteleradio. El nombre Lad finalmente ganó y fue seleccionado para la nueva cadena. El lanzamiento del canal se anunció en septiembre de 2003, con fecha de lanzamiento prevista para el mes siguiente. Se posicionó como un "canal familiar" con el objetivo de unir a sus espectadores por "valores tradicionales universales: felicidad familiar, amor y respeto mutuo, armonía y tolerancia, responsabilidad y orgullo por la patria", al tiempo que se negaba a emitir programas que contuvieran agresividad, violencia y propaganda a favor de malas costumbres.
El canal sustituyó al canal ruso Kultura en algunas zonas de Bielorrusia, incluida la capital, Minsk. El canal VGTRK, políticamente neutral, no tenía publicidad, por lo que no incluía anuncios locales en las repeticiones bielorrusas. Esta decisión coincidió con el desarrollo de la televisión bielorrusa, ya que ONT sustituyó a la red de repeticiones rusas de Piervy Kanal el año anterior, y numerosas cadenas rusas fueron retiradas de la red terrestre para favorecer los servicios locales. Se esperaba que el canal practicara el mismo bilingüismo que Belarus 1. También se creó sobre la base de cinco redes regionales en zonas fuera de Minsk, lo que bloqueó las repeticiones de la red rusa en el proceso. 
Kultura cesó sus transmisiones en operadores de cable y televisión terrestre el 17 de octubre de 2003. El lanzamiento de LAD implicó que los operadores firmaran un acuerdo con la VGTRK para emitir el canal estatal ruso Rusia y Kultura. Sin embargo, debido a problemas de derechos de transmisión con las cadenas locales, se determinó que la transmisión de las cadenas rusas se limitaría a acuerdos interestatales, a lo que Bielorrusia se negó, así como a la dependencia del presupuesto estatal ruso. En Brest, el canal reemplazó al canal local BST.
En Minsk, LAD era el canal familiar que la compañía deseaba que fuera, mientras que en otras cinco regiones, se compartía con las televisoras regionales de BTRC. Su eslogan era Лад у сям`i - згода ў кране (Orden en la familia, armonía en el país); Lad significa orden. El canal comenzó a emitir el 18 de octubre de 2003.
El 28 de octubre de 2011, Belteleradio anunció que LAD pasaría a llamarse Belarus 2 a partir del 14 de noviembre de 2011. Desde el 30 de marzo de 2018, Belarus 2 emite en HD.